# Gomphus lynnae
Gomphus lynnae és una espècie d'odonat anisòpter de la família Gomphidae que viu als Estats Units.

## Descripció
Té una mida mitjana de 5,5 cm. L'abdomen és negre amb una pàl·lida franja a la part superior de cada segment, i groc en els flancs dels segments finals. El tòrax és de color gris verdós a groguenc. Té una banda fosca darrere de la base de l'ala posterior. La larva és plana i marró.

## Reproducció
Els ous es desclouen a l'aigua.

## Hàbitat
Viu en rius de corrent lent amb fang i grava entre les roques. Les larves s'amaguen al fons aquàtic mentre que els adults fan vida entre els arbusts.

## Distribució geogràfica
Es troba als Estats Units: 1 riu a Washington i 2 a Oregon.

## Costums
És diürna i la seua temporada de vol s'esdevé des de mitjans del maig fins a mitjans del juliol.

## Estat de conservació
Les seues principals amenaces són la construcció de preses i la consegüent sedimentació, el sobrepasturatge, els incendis, la contaminació, els pesticides i la introducció d'espècies exòtiques (principalment, peixos).